# Arroyo de Cantalasranas
El Arroyo de Cantalasranas o arroyo de Cantarranas es un pequeño cauce fluvial que transcurre por la ciudad Universitaria de Madrid (inmediaciones de la Moncloa). Se encuentra soterrado en su totalidad. El arroyo desemboca en el Manzanares. 